# Ranma ½: Hard Battle
Ranma ½: Hard Battle (らんま1/2 爆烈乱闘篇?, Ranma ½: Bakuretsu Rantōhen) è un videogioco picchiaduro pubblicato per Super Nintendo nel 1992. È basato sui personaggi dell'anime e manga Ranma ½, creati da Rumiko Takahashi. Hard Battle è il secondo videogioco basato su Ranma ½ ad essere esportato al di fuori del Giappone.

## Modalità di gioco
Hard Battle ha tre modalità di gioco: la modalità ad un giocatore (torneo), a due giocatori (incontro) ed a due giocatori in team con cinque personaggi. Nel gioco si può scegliere fra dieci personaggi (dodici se si contano le "trasformazioni" di Ranma e Collant Taro). Tutti e dodici personaggi sono selezionabili nella modalità a due giocatori. Dopo aver vinto il gioco nella modalità torneo, Collant Taro diventa un personaggio giocabile. Il personaggio di Happosai invece è sbloccabile inserendo un codice. Ogni personaggio viene introdotto nella modalità torneo da una breve introduzione personalizzata. La cosa che accomuna le storie di tutti i personaggi è il fatto di essere stati manipolati dal preside Kuno.

## Personaggi
- Ranma Saotome
- Ryoga Hibiki
- Shampoo
- Akane Tendo
- Genma Saotome
- Hikaru Gosunkugi
- Ukyo Kuonji
- Mousse
- Gambling King
- Collant Taro
- Happosai